# Katsu-hime
 (juillet 2017).
Si vous disposez d'ouvrages ou d'articles de référence ou si vous connaissez des sites web de qualité traitant du thème abordé ici, merci de compléter l'article en donnant les références utiles à sa vérifiabilité et en les liant à la section « Notes et références ».
Katsu ou Katsuhime, (1601-1672), est la troisième fille du shogun Hidetada Tokugawa, une figure importante de l'époque d'Edo, elle épouse son cousin Matsudaira Tadanao en 1611.

## Famille
Katsu est la troisième fille de Hidetada Tokugawa, le deuxième shogun de l'ére Edo, fils de Ieyasu Tokugawa. Sa mère est Oeyo, troisième fille d'Azai Nagamasa et nièce d'Oda Nobunaga. Elle est la sœur de Sen (épouse de Hideyori Toyotomi), Tama (1599-1622), Hatsu (1602-1630), Tokugawa Iemitsu (1604-1651), Tokugawa Tadanaga (1606-1633) et de l'impératrice Masako (1607-1678).

## Mariage
En 1611, elle épouse Matsudaira Tadanao, son cousin, fils de Yūki Hideyasu. Son mari était toujours réprimandé et grondé par son grand-père et son oncle. Il prend part à la campagne d'été d'Osaka, prend la tête de Sanada Yukimura et mène ses forces à la pointe de l'avancée Tokugawa au château d'Osaka. Cependant, il ne reçoit aucune récompense de ses efforts et son rang de cour reste au niveau relativement faible de jusanmi-sangi (従三位参議; 3e rang junior, conseiller), bien que son père a été chūnagon (中納言; conseiller de rang moyen). Tout ceci engendra une colère et une folie chez Tadano qui en 1622 ,essaya de tuer Katsu. Heureusement , elle fut sauvée par une de ses femmes de chambre. Il est ensuite banni à Ogiwara dans la province de Bungo. Tadanao se fait alors moine bouddhiste sous le nom « Ippaku » (一伯). Il meurt en 1650 à l'âge de 55 ans. Katsu déménagea avec ses enfants au domaine de Takada dans la province d'Echigo .

## Enfants
- Mitsunaga Matsudaira (1616-1707 ), devient seigneur du domaine de Takada.
- Kame hime  (1617-1681), mariée au prince Takamatsu Yoshihito, fils de l'empereur Go-Yozei .
- Tsuru-hime (1618-1671), mariée à son cousin maternel Kujō Michifusa .